# Чупан, Хади
Хади Чупан (перс. هادی چوپان‎ ; 26 сентября 1987) — иранский профессиональный бодибилдер, известный под прозвищем «Персидский волк». Победитель конкурса «Мистер Олимпия» 2022 года.

## Карьера
Чупан был постоянным членом Иранской национальной сборной по бодибилдингу с 2011 по 2016 год. Он несколько раз участвовал в соревнованиях Международной федерации бодибилдинга и фитнеса (IFBB) и завоевал различные титулы.
В 2018 году президент США Дональд Трамп запретил въезд в страну всем гражданам Ирана, а Чупану было отказано в визе для участия в Arnold Classic 2018. Он выразил свое недовольство и назвал инцидент дискриминационным.
Незадолго до победы на Мистер Олимпия в 2022 году Чупан опубликовал в Instagram пост, в котором упомянул имя главного зороастрийского божества Ахура Мазды. Позже он посвятил свою победу «благородным женщинам Ирана» в связи с протестами после гибели Махсы Амини.

## Титулы и почести
- 15 провинциальных золотых медалей (провинции Фарс и Тегеран )
- 6 национальных медалей (3 золота, 2 серебра, 1 бронза)
- Чемпионат мира WBPF: Серебряная медаль, 2012 г.
- Чемпионат Азии WBPF: Золотая медаль, 2013 г.
- Чемпионат мира WBPF: Золотая медаль, 2013, 2014, 2015
- Мистер Олимпия-любитель: Золотая медаль, 2017 г.
- IFBB Sheru Classic: Серебряная медаль, 2017 г.
- Гран-при Азии: Серебряная медаль, 2017 г.
- Сан-Марино Про: Серебряная медаль, 2017 г.
- Дубай Экспо: Серебряная медаль, 2018 г.
- IFBB Portugal Pro: Золотая медаль, 2018 г.
- Гран-при Азии: Золотая медаль, 2018 г.
- IFBB Vancouver Pro: Золотая медаль, 2019 г.
- Мистер Олимпия 2019 : 3 место [9][10][11][12][13][14][15][16]
- Мистер Олимпия 2020 : 4 место
- Мистер Олимпия 2021 : 3 место [17]
- Мистер Олимпия 2022 : 1 место
- Иранский спортсмен 2023 года
- Арнольд Классик 2024: 1 место